# Grad Kolovec
Grad Kolovec (nemško Gerlochstein, Gerlachstein, Gerlochstyn) je bil grad, ki stal na grebenu južno nad Rovščico, na zaključku doline, nad zaselkom Kolovec, severovzhodno od vasi Rova v občini Domžale. Sedaj so na hribu vidne le še skromne razvaline.

## Zgodovina gradu
Grad Kolovec (Gerlachstein) je bil verjetno pozidan že v 12. stoletju, vendar se v zgodovinskih listinah prvič pojavi v listini iz 20. maja 1282. Upravljali so ga vitezi Kolovški, ki so bili sprva vazali  Andeških grofov, nato pa Spanheimov in deželnih knezov. V pisnem viru iz leta 1315 je izpričan Kolovški vitez Friderik z brati Gerlacusom, Bertoldom, Nikolajem in Usuinusom, nato leta 1321 in 1328 Tibolda in njegovega sina Friderika Gherlochstaina. Nato leta 1335 naletimo na Askvina Kolovškega, ki je bil oglejski vitez. Askvinovega sina Gerloha srečamo leta 1344, leta 1394 Ivana. Elizabeta Kolovška, ki je bila zadnja potomka viteške rodbine, je leta 1389 stopila v velesovski samostan in leta 1391 postala opatinja. Tako je kolovška posest prišla v roke sorodnikom gospodom iz gradu Hmeljnik, kjer so bili gospodarji gospodje Turjaški. Valvasor je poročal, da je bil kolovški grad že pred letom 1444 v razvalinah in kasneje obnovljen s strani Turjaških iz Hmeljnika. 
Andrej Hohenwart je leta 1467 postal deželni glavar na kranjskem in bil primoran preseliti se v Ljubljano in nekako v tem času naj bi Hohenwart z gospodi iz Hmeljnika zamenjal posest v Beli krajini za grad Kolovec. Tako naj bi torej na Kolovec prišli Hohenwarti; natančneje leta 1497 je grad prevzel Andrej Hohenwart in si ga delil z starejšim bratom Štefanom. Po prevzemu gradu Koprivnik, kamor je odšel Štefan Hohenwart, je Andrej v celoti prevzel grad Kolovec. Zadnjo sled je Andrej za seboj pustil leta 1495, ko je sodeloval pri ustanovitvi frančiškanskega reda v Kamniku. Za njim je celotno premoženje prešlo v roke Štefana Hohenwarta, ki je imel tri sinove, Ludvika, Jurija in Hermana; in prav Luka je leta 1530 postal lastnik Kolovca, katerega je kasneje prevzel njegov sin Abel. Leta 1560 je grad pogorel. Hohenwarti so ga opustili, saj so se preselili v novi dvorec v dolini. 
Valvasor potem poroča, da je bil stari grad opuščen, čeprav naj bi bil po njegovi oceni odlična trdnjava. V svojih zapisih omenja tri okrogle stolpe, strelne line, močan trdnjavski zid ter kovinsko vezavo velikih kamnitih blokov v tem zidu. Bil je celo mnenja, da je bila to rimska trdnjava. Kmetje so mu pripovedovali o zgodbah, ki so jih sami slišali od svojih prednikov, da so Kolovški grad nekoč napadli Turki. Ker se niso mogli prebiti skozi obzidje, so na hrib vlekli top, da bi ga razstrelili. Zaradi hude strmine se jim to ni posrečilo. Trdnjavo je varoval tudi obrambni jarek.

## Arhitektura
Prvotni romanski grad Kolovec sta sestavljala obrambni stolp in palas (bivalni del srednjeveškega gradu), sezidan iz velikih kamnitih blokov; v gotski dobi pa so na drugi strani širokega notranjega jarka pozidali nova poslopja, vse skupaj pa obdali z močnim obzidjem in obrambnimi stolpi. Starejše in novejše grajsko jedro je ločeval širok in globok notranji jarek. Valvasor je zapisal, da so v kasnejših časih, ko so se kolovški gospodje že izselili, okoliški kmetje v stiskah, v času turških upadov, večkrat zatekli v opuščeni grad. Ker v samem gradu ni bilo vodnega vira je bila vanj voda po ceveh napeljana iz precej oddaljenega zajetja.
V ostanku palasa in stolpa je še danes razvidna lepa plastovita zidava iz klesanega in lomljenega kamenja. Delno ohranjen je še šivani vogal stolpa, pa tudi več romanskih oz. gotskih svetlobnih lin.

## Legende
Grad je dogajališče slovenskega zgodovinskega romana, Jurčičevih Rokovnjačev, ki jih je dokončal Janko Kersnik. Vodja Rokovnjačev Groga, ki je bil okoli leta 1810 lastnik kmetije Paleževine, kmetija Čeh, ki še vedno obstaja severozahodno od zaselka Kolovec pa je opisana kot kmetija Mozolovina. 